# Umbral de Camarinal

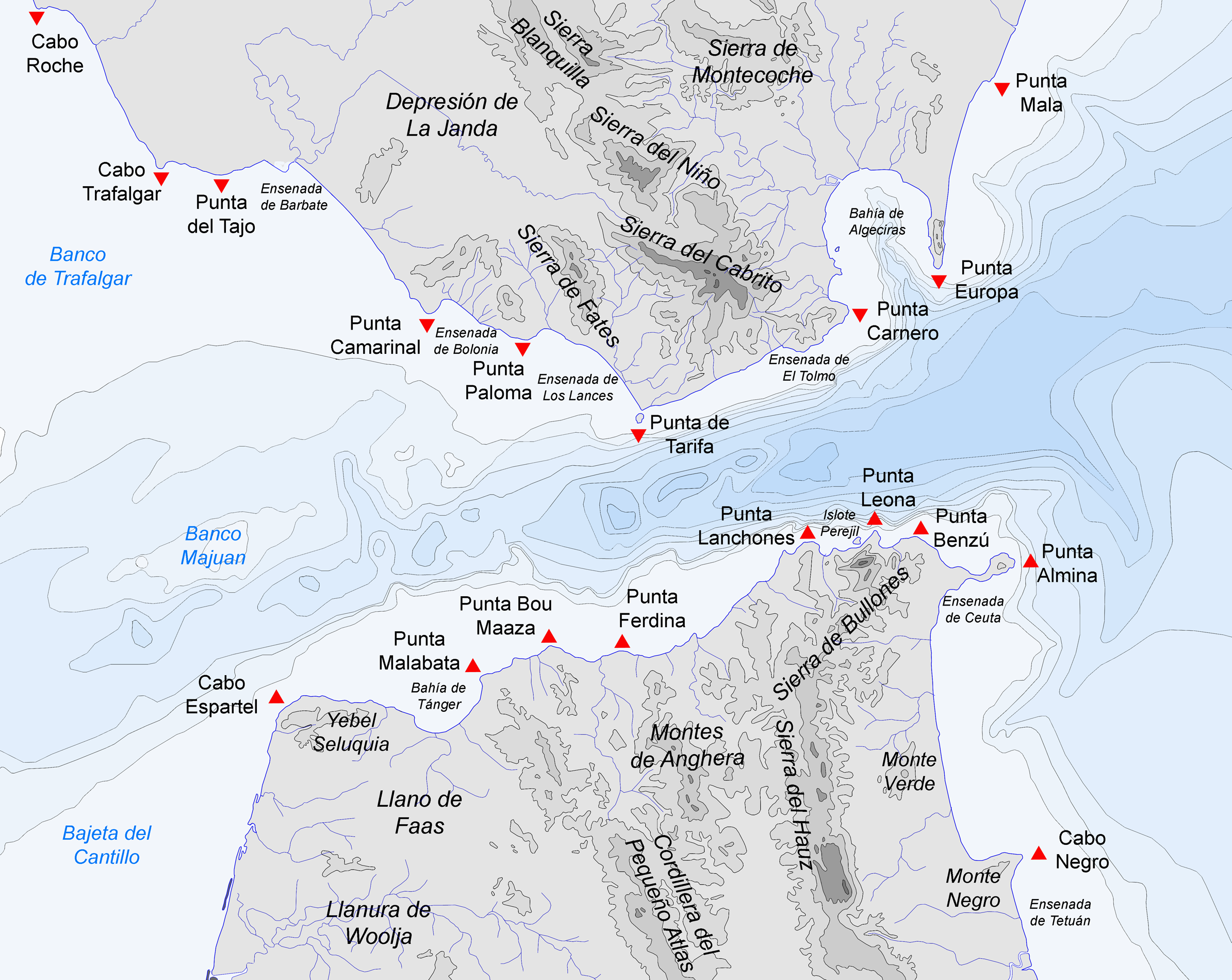
Batimetria del Estrecho de Gibraltar. El Camarinal se sitúa junto al Banco de Majuán.

El umbral de Camarinal es el umbral batimétrico (equivalente submarino al collado de montaña) que separa el mar Mediterráneo y el océano Atlántico.  Separa las cuencas mediterránea y atlántica y alcanzó su actual configuración durante la inundación zancliense del Mediterráneo, que puso fin a la desecación del Mediterráneo al final de la crisis salina del Messiniense. La fuerza de las aguas condujo a la erosión del fondo marino.
Está localizado junto al banco de Majuán (también llamado Espartel), y  representa la profundidad mínima del suelo marino que conecta la península ibérica y África. Situado junto al estrecho de Gibraltar, tiene una profundidad de 280 metros, por lo que las corrientes marinas de fondo se ven obligadas a escalar este collado en caso de salir o entrar en el Mediterráneo. Este empuje era aprovechado por los submarinos en la Segunda Guerra Mundial para pasar el estrecho con los motores apagados y así no ser advertidos en superficie[cita requerida].